# Rhadinus
Rhadinus is een vliegengeslacht uit de familie van de roofvliegen (Asilidae).

## Soorten
- R. amicorum Richter, 1966
- R. khargaiensis Efflatoun, 1937
- R. laurae Bezzi, 1922
- R. megalonix Loew, 1856
- R. mesasiaticus Lehr, 1958
- R. salinus Lehr, 1984
- R. socotrae Geller-Grimm, 2002
- R. tewfiki Efflatoun, 1937
- R. turkestanicus Lehr, 1984
- R. ungulinus Loew, 1856